# برتراند كيرن
برتراند كيرن (بالفرنسية: Bertrand Kern )‏ (و. 1962 – م) هو سياسي، من فرنسا، ولد في بلفور، هو عضوٌ في الحزب الاشتراكي.

## مناصب
تولى منصب عضو الجمعية الوطنية الفرنسية (1 مايو 1998–18 يونيو 2002)، وعمدة.

## جوائز
حصل على جوائز منها:
- وسام جوقة الشرف من رتبة فارس.